# Peter Kern
Peter Kern (Viena, 13 de febrero de 1949-ibídem, 26 de agosto de 2015) fue un actor, director de cine, guionista y productor austríaco. Apareció en más de 70 películas desde 1957 y dirigió más de 25. En 1978 protagonizó la película Flammende Herze. En 1980 fue miembro del jurado en el 30th Berlin International Film Festival. 
Dos de las películas posteriores de Kern Blutsfreundschaft (2008) y Mörderschwestern (2011), fueron protagonizadas por Helmut Berger.
Su última película fue Der letzte Sommer der Reichen, la cual se exhibió en el Berlin Film Festival en 2015.

## Filmografía seleccionada
Como intérprete:
- 1972: Ludwig – Requiem für einen jungfräulichen König – Dirigida por: Hans-Jürgen Syberberg
- 1972: Adele Spitzeder – Dirigida por: Peer Raben
- 1973: La Paloma – Dirigida por: Daniel Schmid
- 1974: Karl May – Dirigida por: Hans-Jürgen Syberberg
- 1974: Faustrecht der Freiheit – Dirigida por: Rainer Werner Fassbinder
- 1975: Falsche Bewegung – Dirigida por: Wim Wenders
- 1975: Mutter Küsters’ Fahrt zum Himmel – Dirigida por: Rainer Werner Fassbinder
- 1976: Sternsteinhof – Dirigida por: Hans W. Geißendörfer
- 1976: Die Wildente – Dirigida por: Hans W. Geißendörfer
- 1977: Bolwieser – Dirigida por: Rainer Werner Fassbinder
- 1977: Kleinhoff Hotel – Dirigida por: Carlo Lizzani
- 1977: Hitler, ein Film aus Deutschland – Dirigida por: Hans-Jürgen Syberberg
- 1978: Despair – Eine Reise ins Licht – Dirigida por: Rainer Werner Fassbinder
- 1978: Flammende Herzen – Dirigida por: Walter Bockmayer, Rolf Bührmann
- 1978: Polizeiinspektion 1 – Die große Oper
- 1979: Neues vom Räuber Hotzenplotz – Dirigida por: Gustav Ehmck
- 1983: Die wilden Fünfziger – Dirigida por: Peter Zadek
- 1986: Kir Royal – Dirigida por: Helmut Dietl
- 1991: Malina – Dirigida por: Werner Schroeter
- 1992: Terror 2000 – Intensivstation Deutschland – Dirigida por: Christoph Schlingensief
- 1996: United Trash – Dirigida por: Christoph Schlingensief
- 1996: Alma – A Show Biz ans Ende – Dirigida por: Paulus Manker
- 2003: Himmel, Polt und Hölle – Dirigida por: Julian Pölsler
- 2006: Tatort – Pechmarie
- 2010: Die verrückte Welt der Ute Bock – Dirigida por: Houchang Allahyari
- 2011: Die Jungs vom Bahnhof Zoo – Dirigida por: Rosa von Praunheim
- 2011: Die Welt des Werner Schroeter – Dirigida por: Elfi Mikesch
- 2012: Axel und Peter – Dirigida por: Rosa von Praunheim
- 2012: „Kern“ – Porträt, producida por Ulrich Seidl
- 2012: Glaube Liebe Tod
- 2012: Diamantenfieber oder Kauf dir einen bunten Luftballon

Como director:
- 1983: Die Insel der blutigen Plantage
- 1983: Der lachende Stern (colaboró en la dirección)
- 1987: Einer flog übers Arbeitsamt
- 1989: Crazy Boys
- 1990: Nacktes Kleid
- 1992: Gossenkind
- 1992: Ein fetter Film
- 1993: Domenica
- 1997: Johanna Ey – Düsseldorfer Legende
- 1998: Hans Eppendorfer: Suche nach Leben
- 1998: Knutschen, kuscheln, jubilieren (dirección y producción)
- 2000: Schmetterling im Dunkeln
- 2002: Hamlet – This is your family
- 2002: Haider lebt – 1. April 2021
- 2003: Ishmael Bernal – Porträt
- 2004: Marilou Diaz Abaya – Porträt
- 2005: Donauleichen
- 2006: Die toten Körper der Lebenden
- 2007: Nur kein Mitleid
- 2009: Blutsfreundschaft
- 2010: King Kongs Tränen
- 2010: Mörderschwestern
- 2012: Glaube Liebe Tod
- 2012: Diamantenfieber oder Kauf dir einen bunten Luftballon
- 2014: Sarah und Sarah
- 2015: Der letzte Sommer der Reichen